# Pseudoacanthocereus sicariguensis
Pseudoacanthocereus sicariguensis es una especie de cactus originaria de Colombia y Venezuela. 

## Descripción
Pseudoacanthocereus sicariguensis crece hacia fuera con ramificación en la base alcanzando un tamaño de hasta 2 metros de largo. Tiene de 2 a 5 costillas, con frecuencia como alas, presentes que contiene areolas espaciadas unos 2 centímetros. Las numerosas espinas son blancas grisáceas y de 2 centímetros de largo. Se pueden dividir en 1 a 3 y 5 a 7 espinas centrales. Las flores son largas de hasta 16 centímetros. Los frutos son esféricos de color amarillo brillante.

## Distribución
Pseudoacanthocereus sicariguensis se encuentra en las tierras bajas del Caribe en Colombia y los estados venezolanos de Falcón, Lara y Zulia. 2006). Su elevación oscila entre 100 a 1000 m s. n. m. Esta es una especie filogenéticamente inusual porque su taxón más estrechamente relacionado ocurre en Brasil. La investigación debe incluir la realización de encuestas de población para determinar las tendencias, el uso del hábitat de estudio y de calidad, y determinar su distribución, en particular su gama en Colombia. No se produce en las áreas protegidas de Venezuela.

## Taxonomía
Pseudoacanthocereus sicariguensis fue descrita por (Croizat & Tamayo) N.P.Taylor y publicado en Bradleya 10: 30 1992.
Etimología
Pseudoacanthocereus: nombre genérico que deriva de las palabras griegas: "pseudo" que significa falso, por tanto, falso Acanthocereus.
sicariguensis: epíteto geográfico que alude a su localización en Sicarigua.
Sinonimia
- Acanthocereus sicariguensis Croizat & Tamayo[3]